# Posadas (Argentina)
Posadas és una ciutat de l'Argentina, capital de la província de Misiones i capçalera del departament Capital. Es troba a la riba esquerra del riu Paraná, al sud-oest de la província i al nord-oest del departament.
És la ciutat més poblada de Misiones i el seu centre administratiu, comercial i cultural. En els seus albors es va forjar al voltant del port sobre el riu Paraná. Va demorar en créixer, ja que aquesta zona va ser de les últimes en ser colonitzades del país. Actualment és una de les ciutats més concorregudes i de creixement més ràpid del nord-est argentí. La seva influència s'estén a la veïna ciutat de Garupá, amb la qual forma la Gran Posadas. El pont de San Roque González de Santa Cruz, sobre el Paraná, la connecta amb la ciutat d'Encarnación, a la República del Paraguai.
El municipi de Posadas és l'òrgan administratiu encarregat de governar la ciutat i les zones properes. Ocupa la part urbana de la ciutat més una zona rural situada al sud i a l'oest d'aquesta, arribant al límit amb la província de Corrientes. Alguns indrets de les rodalies (com el Centro Correntino, Itaembé Miní i Colonia Laosiana) han estat absorbits per la ciutat des d'inicis del segle xxi.
Hi passen la Ruta Nacional 12 i la Ruta Provincial 213. La ciutat es troba a 98 km de la ciutat d' Oberá, segona ciutat de la província, a 310 km de Puerto Iguazú, 350 km d'Asunción, capital del Paraguai i a 1.003 km de la ciutat de Buenos Aires.